# جورج الخوري
جورج الخوري (ولد في لبنان) هو مصور فوتوغرافي لبناني صوّر مصمم الأزياء اللبناني إيلي صعب والمغني راغب علامة.

## الدراسة والمسيرة المهنية
تخرج من معهد داوسن للتصوير الفوتوغرافي في كندا. وعمل لسنوات طويلة في كندا ثم رجع للعمل في لبنان.

## وصلات خارجية
- الموقع الرسمي